# Oslo bys kulturpris
Oslo bys kulturpris är ett norskt pris som delats ut årligen sedan 1966.
Priset ”tildeles en person, gruppe eller kulturvirksomhet som gjennom lengre tid, minst 3 år, har gjort en særlig fremragende innsats innen kunst, vitenskap eller annet kulturarbeid i byens eller landets kulturliv. Et diplom deles ut sammen med prisen.” Förutom medalj får vinnaren en summa pengar, som år 2023 var på 150 000 norska kronor.

## Mottagare
- 1966: Francis Bull, professor
- 1967: Johan Borgen, författare
- 1968: Aase Nordmo Løvberg, sångerska
- 1969: Gerhard Fischer, arkitekt
- 1970: Edvard Drabløs och Lars Tvinde, skådespelare
- 1971: Rolf Nesch, målare
- 1972: Nils Aas, bildhuggare
- 1973: Reidar Kjellberg, museidirektör
- 1974: Kjell Bækkelund, pianist
- 1975: Thorbjørn Egner, författare
- 1976: Per Aabel, skådespelare
- 1977: Gösta Hammarlund, tecknare
- 1978: Leif Juster, skådespelare
- 1979: Robert Levin, pianist
- 1980: André Bjerke, författare
- 1981: Else Christie Kielland, målare
- 1982: Carl Fredrik Engelstad, författare, översättare och litteraturkritiker
- 1983: Arne Skouen, filmkonstnär, författare, dramatiker och journalist
- 1984: Mentz Schulerud, författare och kulturhistoriker
- 1985: Robert Riefling, pianist
- 1986: Øivind Bergh, kapellmästare
- 1987: Egil A. Wyller, professor
- 1988: Wenche Foss, skådespelare
- 1989: Stein Mehren, författare
- 1990: Anne-Cath. Vestly, författare
- 1991: Delades ej ut p.g.a. oenighet
- 1992: Knut Wigert, skådespelare
- 1993: Mariss Jansons, dirigent
- 1994: Arve Tellefsen
- 1995: John Persen, kompositör
- 1996: Alf Bøe
- 1997: Aud Schønemann, skådespelare
- 1998: Stephan Barrat Due och Soon Mi Chung, musiker och pedagoger
- 1999: Nina Sundbye, bildkonstnär
- 2000: Ingvar Ambjørnsen, författare
- 2001: Arne Nordheim, kompositör
- 2002: Kjersti Alveberg, koreograf
- 2003: Morten Krogvold, fotograf
- 2004: Lillebjørn Nilsen, vissångare, kompositör och textförfattare
- 2005: Stein Winge, regissör
- 2006: Kai Zahl, kulturarbetare
- 2007: Komiker och skådespelare Harald Heide-Steen Jr.
- 2008 Lise Fjeldstad, skådespelare
- 2009 Svein Sturla Hungnes, regissör
- 2010 Elsa Lystad, skådespelare
- 2011 Øyafestivalen
- 2012 Liv Ullman, skådespelare
- 2013 Jo Nesbø, författare
- 2014 Toralv Maurstad, regissör